# Metropolitano de San Juan
O Trem Urbano de San Juan é um sistema de metropolitano que opera em 3 municípios da Região Metropolitana de San Juan, em Porto Rico. É operado pela Alternate Concepts Inc..
É composto atualmente por uma única linha em operação, que possui 16 estações e 17,2 km de extensão. O sistema entrou em operação no dia 17 de novembro de 2004.
O sistema do Trem Urbano está integrado ao sistema de ônibus e de barcas da Região Metropolitana de San Juan. Desde a inauguração do ramal ferroviário, todo o sistema de transporte público da região passou a ser integrado.
Atualmente, atende os seguintes municípios: Bayamón, Guaynabo e San Juan. O sistema transporta uma média de 36,3 mil passageiros por dia e cerca de 10,12 milhões de passageiros por ano.

## História

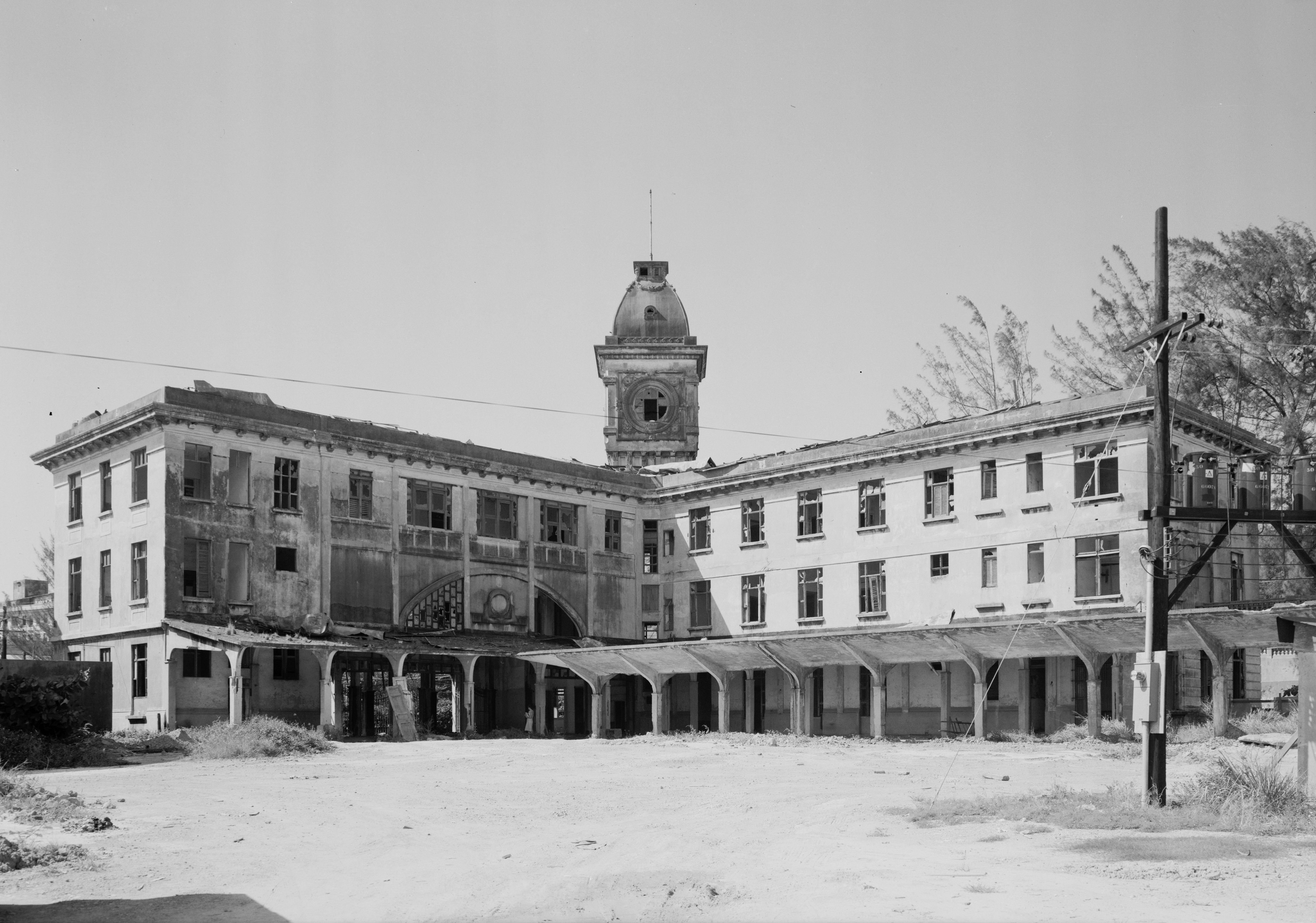
Antiga Estação de San Juan, que era a estação terminal da Estrada de Ferro de Porto Rico.

O primeiro sistema ferroviário em Porto Rico começou a operar no final do século XIX, época em que a ilha estava sob domínio espanhol. Foi construída uma via que circundava a maior parte da ilha, passando principalmente pela costa. O trem chegou a ser um método importante de transportar pessoas e cargas até o final da primeira metade do século XX. Durante este período, o trem foi usado para o comércio da cana-de-açúcar.
Por volta da década de 1950, muitas pessoas passaram a comprar automóveis, tornando necessária a construção de estradas em toda a ilha. Com a conveniência e a flexibilidade dos automóveis e com o fechamento das empresas açucareiras, a operação dos trens tornou-se inviável.
Com a construção de novas rodovias e o uso massivo dos automóveis, os subúrbios de San Juan expandiram-se significamente. Como consequência, gerou-se uma conurbação entre San Juan e os municípios adjacentes de Bayamón, Carolina e Guaynabo. O movimento de milhares de automóveis do subúrbio para a cidade na parte da manhã e vice-versa na parte da tarde causavam congestionamentos nas rodovias. Como os ônibus eram atingidos pelos congestionamentos, na década de 1960, alguns projetistas urbanos indicavam a construção de um sistema de metropolitano na Região Metropolitana de San Juan como solução para os problemas de mobilidade urbana da área.
As primeiras propostas de se construir uma linha de metropolitano se iniciaram em 1967, entretanto somente em 1989 o Departamento de Transportación y Obras Públicas (DTOP) aceitou pela primeira vez uma proposta oficial. Em 1993, a Administração Federal de Trânsito dos Estados Unidos aprovou o financiamento da obra. A construção, que começou no final do anos 90, sofreu muitos atrasos devido à falta de cooperação entre o governo e as companhias contratadas para a realização da obra. O projeto, ao fim das obras, custou US$ 2,25 bilhões.
O sistema foi inaugurado no dia 17 de dezembro de 2004, entretanto a operação teve início somente em junho de 2005. Inicialmente, o uso do trem era grátis, a fim de promover o novo meio de transporte. Atualmente, o custo da viagem é de US$ 1,50, mas existem opções que permite o uso de trem, ônibus e barcas por alguns meses a um preço fixo.
Pretende-se, atualmente, estender a linha atual até o bairro de Santurece, em San Juan, ou até a zona histórica do Vilarejo San Juan. Além disso, estuda-se construir uma nova linha que atenderia o município de Carolina, possivelmente com uma estação no Aeroporto Internacional Luis Muñoz Marin.

## Estações
O sistema é composto por 16 estações em operação, das quais 2 são subterrâneas, 4 são superficiais e 10 são elevadas. Cada uma possui um desenho arquitetônico diferente e várias delas estão decoradas com obras de arte. As estações que estão em operação são listadas a seguir:
- Sagrado Corazón
- Hato Rey
- Roosevelt
- Domenech
- Piñero
- Universidad
- Río Piedras
- Cupey
- Centro Médico
- San Francisco
- Las Lomas
- Martínez Nadal
- Torrimar
- Jardines
- Deportivo
- Bayamón